# Joaquín Agrasot
Joaquín Agrasot y Juan – hiszpański malarz tworzący na przełomie XIX i XX wieku. 
Agrasot rozpoczął studia w swoim rodzinnym mieście Orihuela, uzyskując w 1856 r. stypendium prowincji Alicante aby studiować na Królewskiej Akademii Sztuk Pięknych San Carlos w Walencji. Jego nauczycielem był artysta i restaurator zabytków Francisco Martínez Yago, ojciec malarza Salvadora Martíneza Cubellsa. Kilka lat później dostał nowe stypendium i przeniósł się do Rzymu, gdzie spotkał się i zaprzyjaźnił z artystami takimi jak: Eduardo Rosales, José Casado del Alisal i Mariano Fortuny, których styl mocno wpłynął na jego prace. Pozostał we Włoszech do 1875 r., powrócił do Hiszpanii po śmierci swego dobrego przyjaciela Marià Fortuny. Cieszył się zasłużoną renomą, dzięki której stał się członkiem Akademii San Carlos i Królewskiej Akademii Sztuk Pięknych św. Ferdynanda w Madrycie, gdzie zapraszano go do jury w czasie wystaw. Zmarł w Walencji 8 stycznia 1919 roku.
Styl Agrasota wpisuje się w ramy malarskiego realizmu, charakterystyczne jest zainteresowanie zagadnieniami płci i obyczajów regionalnych (kostumbryzm), jak również akty, tematyka orientalna i portrety. Tematyka historyczna została wymuszona przez modę panującą w XIX-wiecznej hiszpańskiej sztuce. Wpływ jego dobrego przyjaciela Marià Fortuny był decydujący w malarstwie Agrasota.